# 阿方索二世 (那不勒斯)

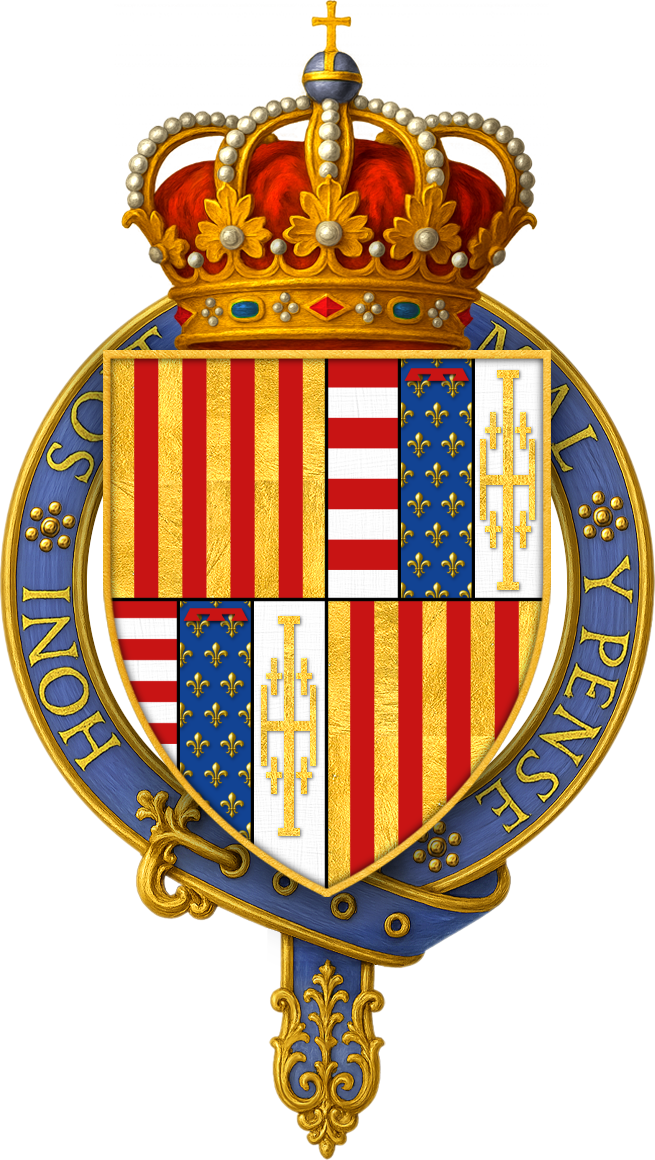
那不勒斯國王阿方索二世的徽章

那不勒斯國王阿方索二世 （義大利語：Alfonso II di Napoli，1448年11月4日 – 1495年12月18日）, 又稱為亞拉岡的阿方索 ，在位時間為1494年1月25日到1495年2月22日，在位時的頭銜為那不勒斯及耶路撒冷國王。當他還是王儲時，頭銜為卡拉布里亞公爵，而他同時也是文藝復興時期詩人、藝術家以及建築師的贊助者。

## 生平
阿方索於那不勒斯出生，他是那不勒斯國王斐迪南一世與他的第一任妻子－科佩爾蒂諾伯爵崔斯坦諾·迪·奇阿羅蒙特與塔蘭托的卡特琳娜之女塔蘭托的伊莎貝拉最大的孩子，他同時也是亞拉岡國王斐迪南二世的堂侄。
1463年，15歲的阿方索從他死去的大舅塔蘭托親王喬凡尼·安東尼奧·德爾·巴爾佐·奧爾西尼那繼承了一些土地。當他的母親於1465年死去，他也繼承了她的封地權利，其中包括布里昂的约翰對耶路撒冷的攝政權。
阿方索證明了他是一個熟練且果斷的士兵，他於1485年幫助他的父親壓制了一些叛亂並對抗教皇國以守衛王國的領土。
身為一個雇傭軍首領，他也參與了那個時代最為重要的戰爭，例如1478-1480的帕齐阴谋以及1482–1484的費拉拉戰爭。
阿方索的統治時間非常的短暫，當他父親死時，王國的財政已經枯竭且法王查理八世的入侵已經迫在眉睫，查理八世宣稱安茹家族擁有對那不勒斯的合法統治權以及耶路撒冷國王的頭銜，因為特拉斯塔馬拉家族對那不勒斯的治權本來就是從安茹家族最後一位女王喬萬娜二世所允許的。
查理八世在1494年9月入侵義大利，阿方索設法重新得到教宗亞歷山大六世的支持，並於1494年將自己的私生女阿拉貢的珊莎許配給教宗最小的私生子喬佛里·波吉亞，於同年5月，由前教皇使节同時也是教宗姪子的大胡安·德·波吉亞·蘭佐·德·羅馬尼加冕為"西西里國王（Rex Siciliae）"，以確保他統治的正當性。
然而法國國王並沒有因為阿方索的統治權有著教宗的支持而打消念頭，他在韋內雷港擊敗佛羅倫斯和阿方索的弟弟費德里科所帶領的那不勒斯軍隊後，於1495年初接近那不勒斯。

## 死亡
在法軍逼近的同時，阿方索在一系列的徵兆，特別是一些不尋常的夢境給嚇壞了後，將王位傳給他的兒子斐迪南二世，自己便逃去西西里島的一個修道院，他在同年死於墨西拿。

## 婚姻與子女
他於1465年10月10日在米蘭迎娶了米蘭公爵弗朗切斯科一世·斯福爾扎的女兒伊波麗塔·瑪麗亞·斯福爾扎，他們婚後有三位孩子，分別是：
- 那不勒斯國王斐迪南二世（1469年8月26日—1496年10月）：娶了姑姑喬萬娜（英语：Joanna of Naples (1478–1518)）為妻。
- 阿拉貢的伊莎貝拉（1470年10月2日–1524年2月11日）：米蘭及巴里公爵夫人，嫁給了她的表哥米蘭公爵吉安·加萊亞佐·斯福爾扎，並與他育有三個孩子，其中較為重要的是博娜·斯福爾扎－波蘭國王齊格蒙特一世的王后。
- 阿拉貢的皮埃特羅（英语：Pietro di Aragona (1472-1491)）（1472年3月31–1491年2月17日）：羅薩諾親王、普利亞中將，死於感染小腿的手術。

他與情婦特羅齊雅·加吉拉有兩位孩子，分別是：
- 阿拉貢的珊莎：斯奎拉切親王妃，嫁給了亞歷山大六世的私生子喬佛里·波吉亞。
- 阿拉貢的阿方索：比謝列公爵，娶了亞歷山大六世的私生女盧克雷齊亞·波吉亞，死於謀殺。